# Mirowo (powiat kołobrzeski)
Mirowo – osada w Polsce położony w województwie zachodniopomorskim, w powiecie kołobrzeskim, w gminie Rymań. Miejscowość wchodzi w skład sołectwa Leszczyn.
W latach 1975–1998 miejscowość administracyjnie należała do województwa koszalińskiego.